# Főnix Aréna
Főnix Aréna (do 2021 pod nazwą  Főnix Csarnok) – wielofunkcyjna hala widowiskowo-sportowa zlokalizowana w Debreczynie na Węgrzech. Powstała w 2002 roku w oparciu o projekt hali Saku Suurhall w Tallinnie. Jest największym obiektem tego typu we wschodniej części kraju. Może pomieścić 6500 widzów.
Decyzję o budowie hali podjęto pod koniec 2001 roku w związku z możliwością organizacji mistrzostw świata w gimnastyce sportowej w 2002 roku. Zawody te pierwotnie planowano przeprowadzić w Budapeszcie, jednak ponieważ nie było możliwości ukończenia nowej hali sportowej w stolicy na czas, zawody musiały odbyć się w innym miejscu. W celu przyspieszenia powstania nowej hali w Debreczynie, oparto się na projekcie hali Saku Suurhall w Tallinnie. 18 lutego 2002 roku położono kamień węgielny pod budowę nowej hali. Obiekt został ukończony 30 września 2002 roku, dzięki czemu w nowej arenie można było przeprowadzić gimnastyczne mistrzostwa. Hala powstała tuż obok starej hali sportowej Hódos Imre Rendezvénycsarnok, z którą połączona została podziemnym przejściem.
Wewnątrz obiektu znajdują się trzypoziomowe trybuny, otaczające pole gry z trzech stron. Dolne partie trybun są składane, by w razie potrzeby można było zwiększyć powierzchnię parkietu. Pojemność trybun areny wynosi 6500 widzów.
Poza mistrzostwami świata w gimnastyce sportowej w 2002 roku hala gościła wiele innych imprez sportowych, m.in. odbywały się w niej mecze mistrzostw Europy w futsalu (2010), mistrzostw Europy w piłce ręcznej kobiet (2004, 2014), mistrzostw świata U-20 w piłce ręcznej kobiet (2018), mistrzostw Europy w koszykówce kobiet (2015), mistrzostw Europy U-20 w koszykówce kobiet (2012), czy mistrzostw świata Dywizji I w hokeju na lodzie (2005), a także mistrzostwa świata (2013) i Europy (2020) w short tracku, mistrzostwa Europy w gimnastyce sportowej (2005) oraz mistrzostwa Europy U-23 w szermierce (2009). W 2022 roku obiekt był jedną z aren mistrzostw Europy w piłce ręcznej. Przed tą imprezą hala została zmodernizowana.

## Koncerty i inne wydarzenia kulturalne
Na przestrzeni lat odbywały się tu koncerty i wydarzenia kulturalne z udziałem m.in. następujących wykonawców:
- Bryan Adams
- Joe Cocker
- David Copperfield
- Michael Flatley
- Lenny Kravitz
- ABBA - The Show[11]
- The Spirit of Pink Floyd[11]
- Jean-Michel Jarre[11]
- Paco de Lucía
- Iron Maiden
- Tankcsapda
- Sting (w marcu 2022)[13]

## Mecze w ramach Mistrzostw Europy Piłkarzy Ręcznych 2022
Zostało tu rozegranych sześć spotkań grupy A turnieju finałowego:
| 13 stycznia 202218:00 | Słowenia       | 27:25(13:10) | Macedonia Północna  | Főnix Aréna, Debreczyn Widzów: 2034 Sędzia: Radojko Brkic, Andrei Jusufhodzic |
| 13 stycznia 202218:00 | Jure Dolenec 5 | 27:25(13:10) | 8 Cwetan Kuzmanoski | Főnix Aréna, Debreczyn Widzów: 2034 Sędzia: Radojko Brkic, Andrei Jusufhodzic |
| 13 stycznia 202218:00 | 6× · 1× · 1×   | 27:25(13:10) | 2×                  | Főnix Aréna, Debreczyn Widzów: 2034 Sędzia: Radojko Brkic, Andrei Jusufhodzic |

| 13 stycznia 202220:30 | Dania            | 30:21(18:10) | Czarnogóra       | Főnix Aréna, Debreczyn Widzów: 2142 Sędzia: Bogdan Stark, Romeo Ștefan |
| 13 stycznia 202220:30 | Mikkel Hansen 10 | 30:21(18:10) | 7 Branko Vujović | Főnix Aréna, Debreczyn Widzów: 2142 Sędzia: Bogdan Stark, Romeo Ștefan |
| 13 stycznia 202220:30 | 4×               | 30:21(18:10) | 5× · 1×          | Főnix Aréna, Debreczyn Widzów: 2142 Sędzia: Bogdan Stark, Romeo Ștefan |

| 15 stycznia 202218:00 | Macedonia Północna | 24:28(16:17) | Czarnogóra                     | Főnix Aréna, Debreczyn Widzów: 2625 Sędzia: Mindaugas Gatelis, Vaidas Mažeika |
| 15 stycznia 202218:00 | Martin Wełkowski 6 | 24:28(16:17) | 6 Miloš Vujović 6 Božo Anđelić | Főnix Aréna, Debreczyn Widzów: 2625 Sędzia: Mindaugas Gatelis, Vaidas Mažeika |
| 15 stycznia 202218:00 | 2× · 1×            | 24:28(16:17) | 5× · 3×                        | Főnix Aréna, Debreczyn Widzów: 2625 Sędzia: Mindaugas Gatelis, Vaidas Mažeika |

| 15 stycznia 202220:30 | Słowenia          | 23:34(14:16) | Dania           | Főnix Aréna, Debreczyn Widzów: 3812 Sędzia: Andreu Marín, Ignacio García |
| 15 stycznia 202220:30 | Borut Mačkovšek 6 | 23:34(14:16) | 8 Mikkel Hansen | Főnix Aréna, Debreczyn Widzów: 3812 Sędzia: Andreu Marín, Ignacio García |
| 15 stycznia 202220:30 | 5×                | 23:34(14:16) | 4× · 1×         | Főnix Aréna, Debreczyn Widzów: 3812 Sędzia: Andreu Marín, Ignacio García |

| 17 stycznia 202218:00 | Czarnogóra       | 33:32(16:19) | Słowenia                      | Főnix Aréna, Debreczyn Widzów: 1203 Sędzia: Mirza Kurtagic, Mattias Wetterwik |
| 17 stycznia 202218:00 | Branko Vujović 9 | 33:32(16:19) | 6 Jure Dolenec 6 Tilen Kodrin | Főnix Aréna, Debreczyn Widzów: 1203 Sędzia: Mirza Kurtagic, Mattias Wetterwik |
| 17 stycznia 202218:00 | 6× · 1×          | 33:32(16:19) | 5× · 1×                       | Főnix Aréna, Debreczyn Widzów: 1203 Sędzia: Mirza Kurtagic, Mattias Wetterwik |

| 17 stycznia 202220:30 | Macedonia Północna | 21:31(11:15) | Dania               | Főnix Aréna, Debreczyn Widzów: 1561 Sędzia: Boris Mandák, Mário Rudinský |
| 17 stycznia 202220:30 | Żarko Peszewski 6  | 21:31(11:15) | 9 Niclas Kirkeløkke | Főnix Aréna, Debreczyn Widzów: 1561 Sędzia: Boris Mandák, Mário Rudinský |
| 17 stycznia 202220:30 | 3×                 | 21:31(11:15) | 2× · 1×             | Főnix Aréna, Debreczyn Widzów: 1561 Sędzia: Boris Mandák, Mário Rudinský |